# Quintaine slovène

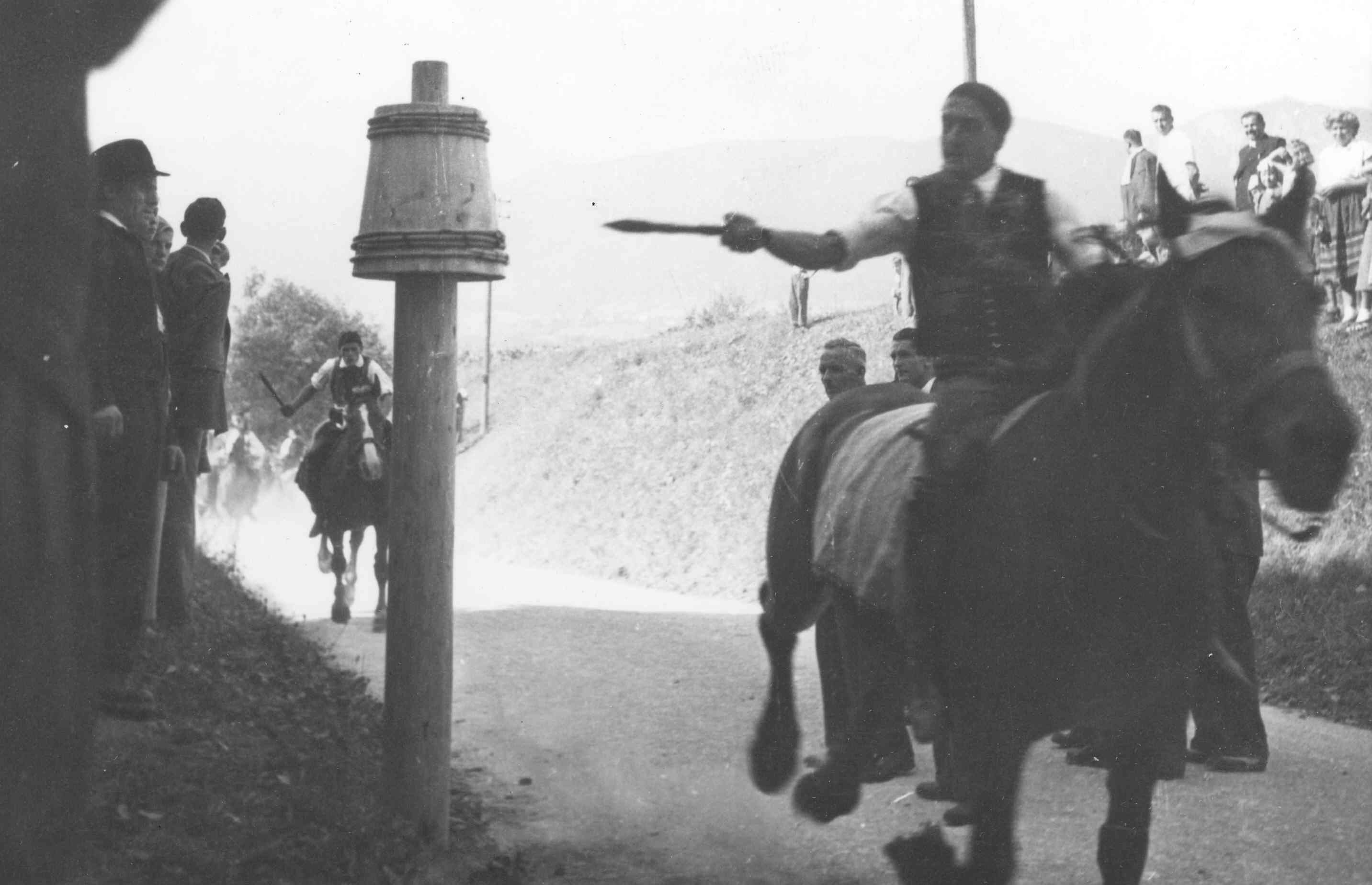
En 1951

La quintaine slovène (slovène : štehvanje, allemand : Kufenstechen) est une quintaine traditionnelle, qui a lieu dans le sud du land de Carinthie. Dans la vallée de la Gail, elle a lieu pendant les fêtes de Kirchweih (en). La  štehvanje a aussi lieu chaque année à Savlje (en), dans le district de Posavje de Ljubljana.

## Galerie

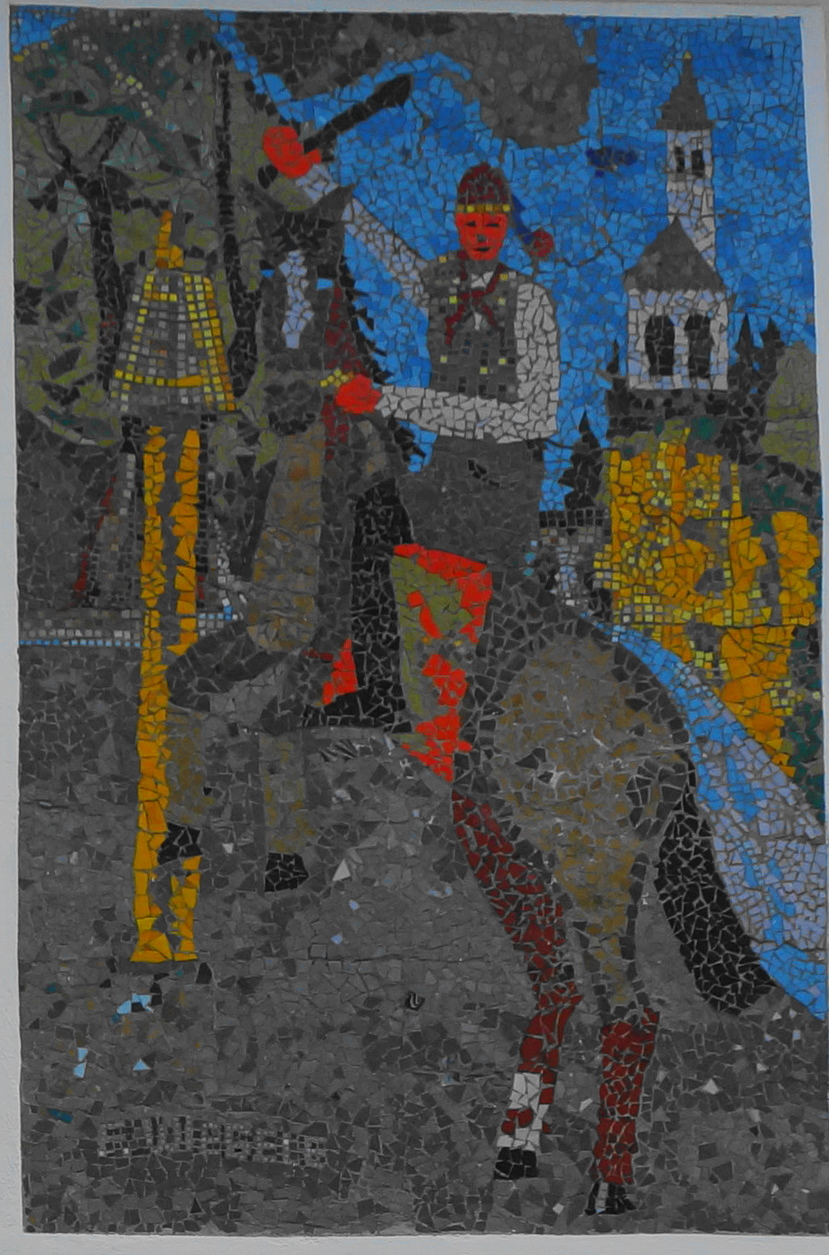
Mosaïque d'Edwin Wiegele (de) à Feistritz an der Gail
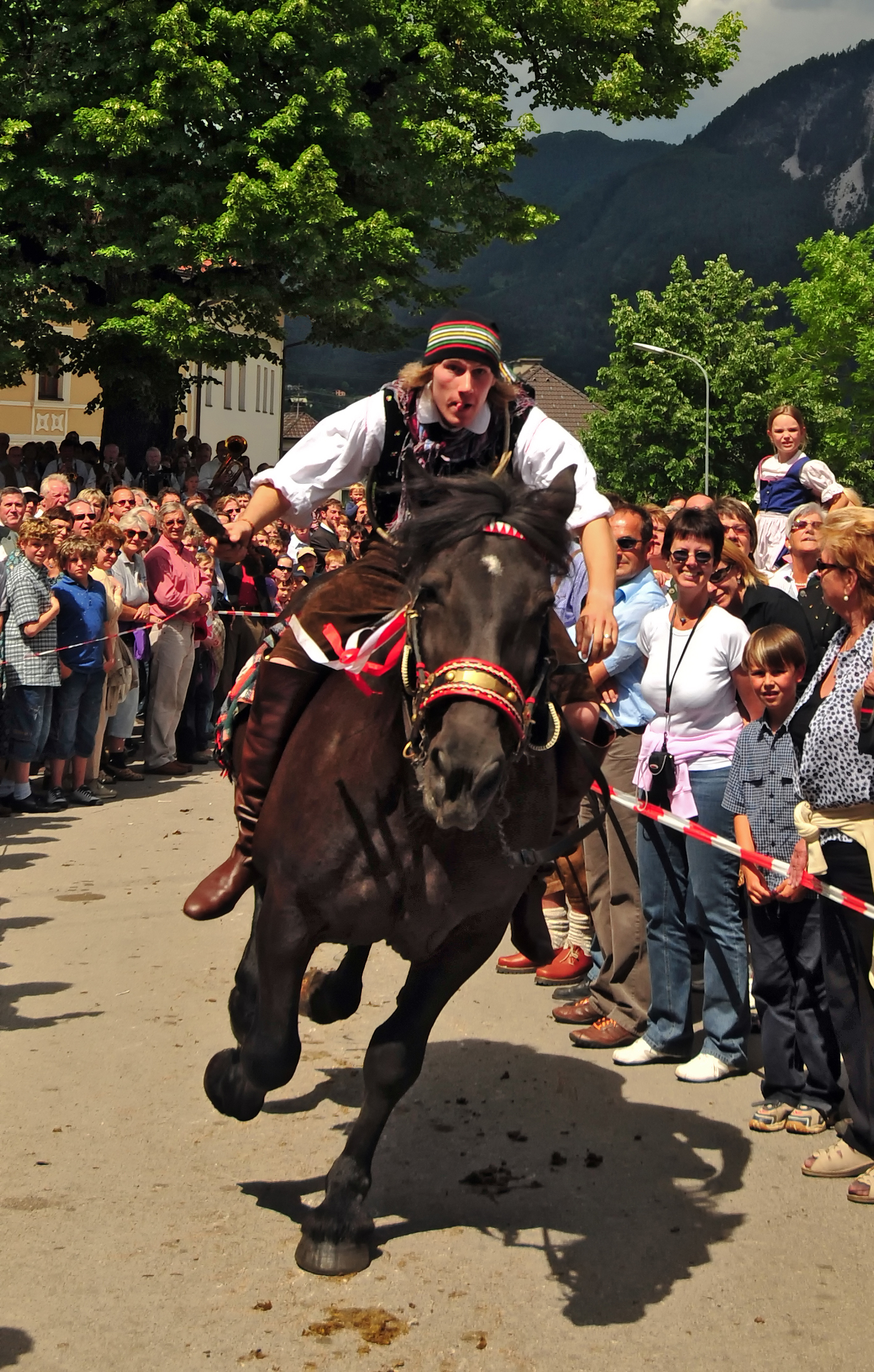
Feistritz an der Gail, 2010